# Nicolas Janssen
Pour les articles homonymes, voir Janssen.
Nicolas Janssen, né le 18 novembre 1974 à Uccle (Belgique), est un homme politique francophone belge membre du Mouvement Réformateur, élu député wallon en 2019,.

## Biographie

### Vie professionnelle
Après l'obtention de son diplôme d'ingénieur commercial à la Solvay Brussels School of Economics and Management, Université Libre de Bruxelles (magna cum laude) en 1997, Nicolas Janssen est devenu attaché  au cabinet du Vice-Premier Ministre Louis Michel (Service Public Fédéral des Affaires étrangères). Il a occupé cette fonction de 1999 à 2002. À partir de 2002, Nicolas Janssen a étudié pour obtenir un Master en administration publique à l’université d’Harvard (Harvard Kennedy School of Government) qu'il a obtenu en 2004. 
Entre 2005 et 2008, Nicolas Janssen a exercé la fonction d'attaché au Service Public Fédéral des Affaires étrangères et de la Coopération belge au développement. Après cette expérience, il est devenu conseiller économique pour la Représentation spéciale de l’Union Européenne / International Civilian Office à Pristina (Kosovo). Il exerça ce poste 2008 à 2010. Les quatre années suivantes, il a occupé le poste d'attaché au Service Public Fédéral des Affaires étrangères au service des intérêts économiques avant de devenir responsable de la cellule PME (Petites et Moyennes Entreprises) au cabinet de Willy Borsus, Ministre des Classes moyennes, des Indépendants, des PME, de l’Agriculture et de l’Intégration sociale de 2014 à 2017. 
En parallèle, Nicolas Janssen enseigne depuis 2014 à la Solvay Brussels School of Economics and Management dans les domaines du développement durable et de l'entrepreneuriat social.

### Parcours politique
En 2000, Nicolas Janssen a entamé sa carrière politique en tant que conseiller de la province du Brabant wallon. Il ne se présentera pas en 2006, étant décidé à travailler dans les Balkans pour l'Union européenne. Mais il y sera à nouveau élu en 2012 ainsi qu'en 2018, Lors de cette période, il fut également chef de groupe du Mouvement Réformateur et président de la Commission enseignement.
À la suite des élections communales de 2018, Nicolas Janssen est devenu Échevin (Belgique) à La Hulpe de l’environnement, la transition sociétale, la mobilité, la gestion des ressources humaines, le bien-être animal, les travaux et propreté publiques.  
Après une première tentative en 2014, Nicolas Janssen a été élu député wallon en 2019 ,. Il est membre effectif de la Commission de l’Éducation au Parlement de la Fédération Wallonie-Bruxelles et des Commissions de l’Environnement, de la Nature et du Bien-être animal; de l'Énergie, du Climat et de la Mobilité; et des Questions européennes, au Parlement de Wallonie.  
En contrepartie, il a quitté son poste de conseiller provincial et d'échevin de la Hulpe où il occupe dorénavant la fonction de Conseiller communal (Belgique).

### Vie privée
Fils du baron Daniel Janssen et de Thérèse Bracht, il est le deuxième d’une fratrie de trois complétée par Charles-Antoine Janssen et Edouard Janssen,. Il est marié depuis juin 2011 avec la comtesse Hélène d’Udekem d’Acoz.